# .ni
.ni — в Інтернеті, національний домен верхнього рівня (ccTLD) для Нікарагуа.

## Домени 2-го та 3-го рівнів
В цьому національному домені нараховується близько 7 530 000 вебсторінок (станом на вересень 2014 року).
У наш час використовуються та приймають реєстрації доменів 3-го рівня такі доменні суфікси (відповідно, існують такі домени 2-го рівня):
| Суфікс  | Регламентовані користувачі                                            |
| .biz.ni | Комерційні установи, корпорації                                       |
| .co.ni  | Комерційні установи, корпорації                                       |
| .com.ni | Комерційні установи, корпорації                                       |
| .edu.ni | Наукові та дослідницькі установи, коледжі, університети або інститути |
| .gob.ni | Державні та урядові установи                                          |
| .int.ni | Міжнародні організації                                                |
| .net.ni | Провайдери, організації, пов'язані з мережами                         |
| .org.ni | Неприбуткові, неурядові організації                                   |